# 薩道義
薩道義爵士，PC，GCMG（英語：Ernest Mason Satow，1843年6月30日—1929年8月26日），為英國外交官、漢學、和學學者。其日本名为佐藤愛之助（日語：佐藤愛之助）。

## 生平
薩道義是德國－英國混血兒。父親漢斯·大衛·克里斯托弗·薩托（Hans David Christoph Satow）生於德國維斯馬，1846年歸化為英國籍；母親瑪格麗特（Margret）是英格蘭人。
1843年6月30日，薩道義生於英國首都倫敦北部的克拉普頓（Clapton），在米爾希爾學校（Mill Hill School）、倫敦大學學院完成學業。
薩道義於1862至1883年、1895至1900年在英國駐日大使館當通譯；1884至1895年於暹邏（今泰國）、烏拉圭、摩洛哥當外交官；1900至1906年在中國（清朝）任駐大清公使，代表英國簽署《辛丑條約》、《中英續訂藏印條約》。1906年被委任為英國樞密院委員。
1929年8月26日，薩道義卒於英國英格蘭德文郡奧特里聖瑪麗（Ottery St Mary）。
薩道義的夫人是日本籍女子武田兼，他們育有一子武田久吉。

## 延伸閱讀
- The Diaries of Sir Ernest Satow, British Envoy in Peking (1900-06) edited by Ian Ruxton in two volumes, Lulu Press Inc., April 2006 ISBN 978-1-4116-8804-9 (Volume One); ISBN 978-1-4116-8805-6 (Volume Two)
- The Semi-Official Letters of British Envoy Sir Ernest Satow from Japan and China (1895-1906) edited by Ian Ruxton, Lulu Press, 2007. ISBN 978-1-4303-1502-5

| 政府职务             | 政府职务                       | 政府职务        |
| -------------------- | ------------------------------ | --------------- |
| 前任者： 鲍尔·特伦奇 | 英國駐日本公使 1895年—1900年   | 繼任者： 竇納樂 |
| 前任者： 竇納樂      | 英國駐大清國公使 1900年—1906年 | 繼任者： 朱邇典 |